# Matt Frevola
Matt Frevola (Long Island, 11 de junho de 1990) é um lutador americano de artes marciais mistas, atualmente competindo na divisão leve do Ultimate Fighting Championship.

## Início
Nascido e criado em Long Island, Nova Iorque, Frevola começou a praticar esportes ainda criança; ele jogou Futebol Americano, lacrosse, wrestling, e baseball.

## Vida Pessoal
Frevola é formado em criminologia pela University of Tampa. Ele é membro da Reserva do Exército dos Estados Unidos da América como engenheiro oficial.

## Carreira no MMA

### Ultimate Fighting Championship
Frevola fez sua estreia no UFC contra Marco Polo Reyes no UFC Fight Night: Stephens vs. Choi em 14 de Janeiro de 2018. Ele perdeu por nocaute no primeiro round.
Frevola enfrentou Lando Vannata em 3 de novembro de 2018 no UFC 230: Cormier vs. Lewis. A luta terminou em um empate majoritário.
Frevola enfrentou Jalin Turner em 13 de Abril de 2019 no UFC 236: Holloway vs. Poirier 2. Ele venceu a luta por decisão unânime.
Frevola enfrentou Luis Peña em 12 de outubro de 2019 no UFC Fight Night: Joanna vs. Waterson. Ele venceu a luta em uma controversa decisão dividida.

## Cartel no MMA
| Cartel no MMA   |            |            |
| 13 lutas        | 9 vitórias | 3 derrotas |
| Por nocaute     | 2          | 2          |
| Por finalização | 3          | 0          |
| Por decisão     | 4          | 1          |
| Empates         | 1          | 1          |

| Res.    | Cartel | Oponente           | Método                                     | Evento                               | Data       | Round | Tempo | Local                    | Notas                 |
| ------- | ------ | ------------------ | ------------------------------------------ | ------------------------------------ | ---------- | ----- | ----- | ------------------------ | --------------------- |
| Derrota | 11-4-1 | Benoit Saint-Denis | Nocaute (chute na cabeça)                  | UFC 295: Procházka vs. Pereira       | 11/11/2023 | 1     | 1:31  | Nova Iorque, Nova Iorque |                       |
| Vitória | 11-3-1 | Drew Dober         | Nocaute Técnico (socos)                    | UFC 288: Sterling vs. Cejudo         | 06/05/2023 | 1     | 4:08  | Newark, New Jersey       | Performance da Noite. |
| Vitória | 10-3-1 | Ottman Azaitar     | Nocaute (soco)                             | UFC 281: Adesanya vs. Pereira        | 12/11/2022 | 1     | 2:30  | Nova Iorque, Nova Iorque |                       |
| Vitória | 9-3-1  | Genaro Valdéz      | Nocaute Técnico (socos)                    | UFC 270: Ngannou vs. Gane            | 22/01/2022 | 1     | 3:15  | Anaheim, Califórnia      |                       |
| Derrota | 8-3-1  | Terrance McKinney  | Nocaute Técnico (socos)                    | UFC 263: Adesanya vs. Vettori        | 12/06/2021 | 1     | 0:07  | Glendale, Arizona        |                       |
| Derrota | 8-2-1  | Arman Tsarukyan    | Decisão (unânime)                          | UFC 257: Poirier vs. McGregor 2      | 23/01/2021 | 3     | 5:00  | Abu Dhabi                |                       |
| Vitória | 8-1-1  | Luis Peña          | Decisão (dividida)                         | UFC Fight Night: Joanna vs. Waterson | 12/10/2019 | 3     | 5:00  | Tampa, Florida           |                       |
| Vitória | 7-1-1  | Jalin Turner       | Decisão (unânime)                          | UFC 236: Holloway vs. Poirier 2      | 13/04/2019 | 3     | 5:00  | Atlanta, Geórgia         |                       |
| Empate  | 6-1-1  | Lando Vannata      | Empate (majoritário)                       | UFC 230: Cormier vs. Lewis           | 03/11/2018 | 3     | 5:00  | New York, New York       |                       |
| Derrota | 6-1    | Marco Polo Reyes   | Nocaute (socos)                            | UFC Fight Night: Stephens vs. Choi   | 14/01/2018 | 1     | 1:00  | St. Louis, Missouri      | Estreia no UFC.       |
| Vitória | 6-0    | Jose Flores        | Finalização (triângulo de mão)             | Dana White's Contender Series 8      | 29/08/2017 | 2     | 3:32  | Las Vegas, Nevada        |                       |
| Vitória | 5-0    | Raush Manfio       | Decisão (unânime)                          | Titan FC 43                          | 21/01/2017 | 3     | 5:00  | Coral Gables, Florida    |                       |
| Vitória | 4-0    | Trent McDade       | Finalização (guilhotina)                   | Real Fighting Championship 37        | 22/07/2016 | 1     | 0:55  | Tampa, Florida           |                       |
| Vitória | 3-0    | Emmanuel Ramirez   | Decisão (unânime)                          | Absolute Fighting Championship 25    | 01/04/2016 | 3     | 5:00  | Coconut Creek, Florida   |                       |
| Vitória | 2-0    | Mike D'Angelo      | Nocaute (soco)                             | Real Fighting Championship 35        | 13/11/2015 | 1     | 2:46  | Tampa, Florida           |                       |
| Vitória | 1-0    | Josh Zuckerman     | Finalização (triângulo com chave de braço) | WSOF 15                              | 15/11/2014 | 1     | 2:50  | Tampa, Florida           |                       |